# 合肥轨道交通
合肥轨道交通是中华人民共和国安徽省合肥市的城市轨道交通系统。2016年12月26日，1号线开始运营，成为安徽省内第一条城市轨道交通。1号线的开通也让合肥成为长三角地区第7个、中国大陆第30个开通运营地铁的城市。
目前运营线路为1号线、2号线、3号线、4号线、5号线和8号线，全线长度231.79千米，站点171座。现有3号线馆驿站、4号线紫云湖站、6号线一期、7号线一期、S1号线在建。

## 建设历史

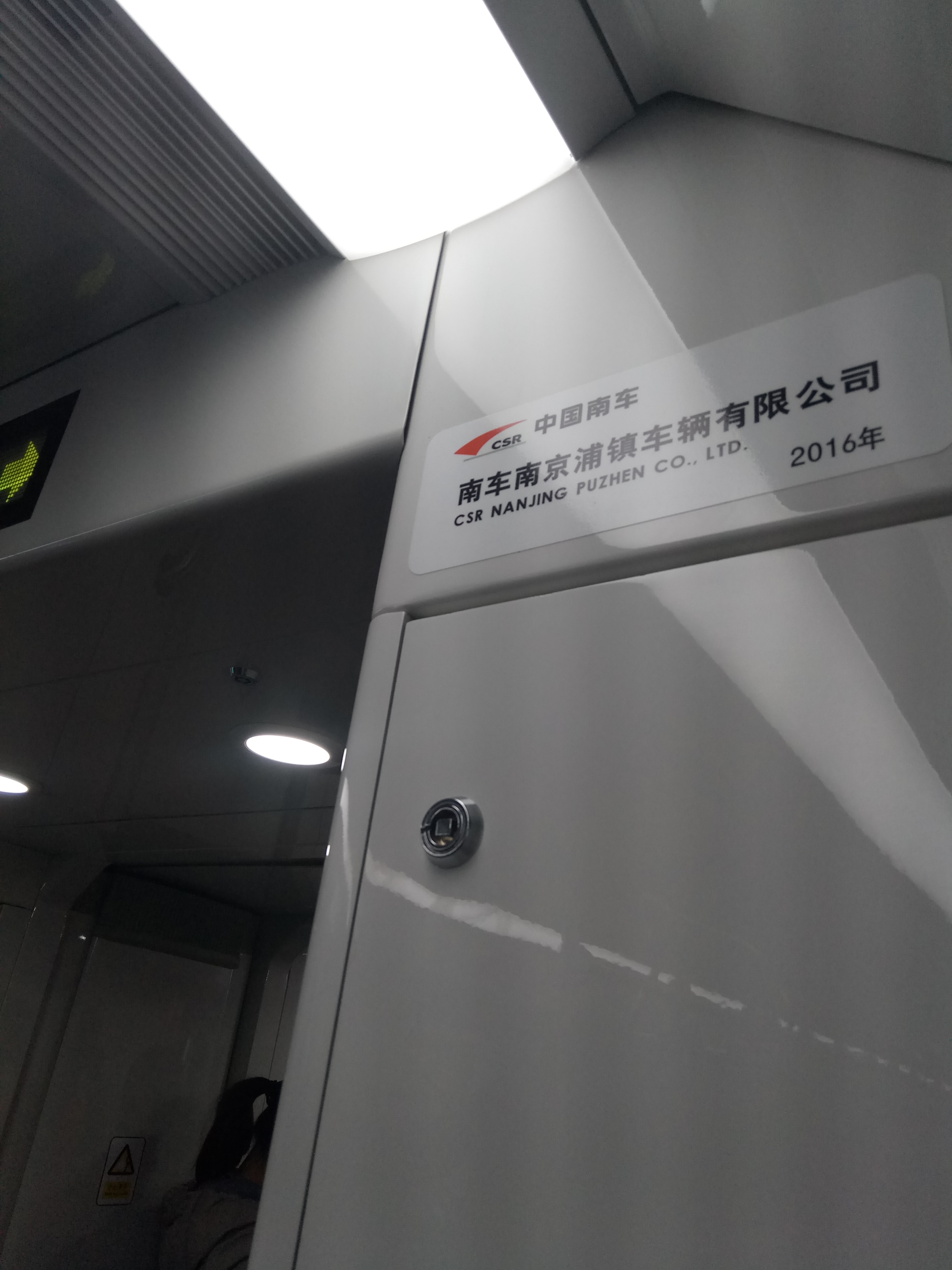
合肥地铁车辆由中国南车南京浦镇车辆厂制造

### 1990年代
1993年10月，合肥市政府委托东南大学交通运输工程系承担合肥市综合交通规划编制任务。
1994年，合肥市政府开始实施地铁规划。
1995年2月17日，“312 国道”工程领导小组成员到市政府会议室参加312国道 (今合宁高速公路的安徽段) 第三次领导小组会议，审查线路定型问题。

### 2000年代
2007年6月，合肥市启动《合肥市城市快速地铁建设规划》及相关支撑性文件编制工作。
2008年10月，《合肥市城市快速地铁建设规划》及相关支撑性文件获得国家发改委、建设部及环保部通过。11月，“合肥市轨道交通建设办公室”和“合肥轨道交通公司筹备组”成立，与“合肥有轨电车一号线建设指挥部”、“合肥有轨电车公司筹备组”合署办公。
2009年1月，国家发改委委托中国国际工程咨询有限公司在肥召开专家评估会，审议通过《合肥市城市快速轨道交通建设规划》。8月7日，1号线试验段开工建设。

### 2010年代

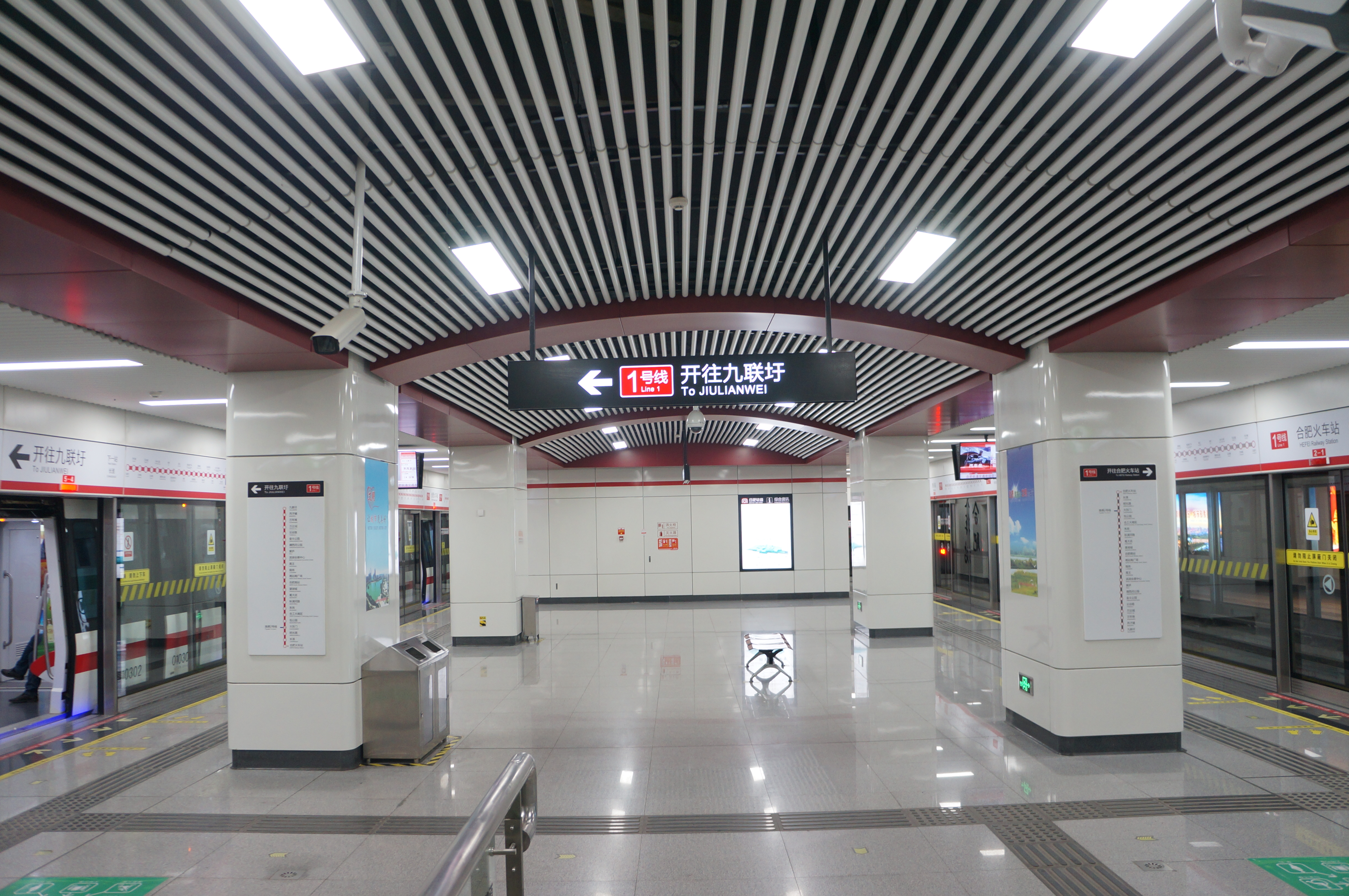
合肥站站台

2010年5月，投资6.9亿元建设的长约4.4公里试验段轨道线在滨湖新区亮相。7月15日，经国务院批准，国家发改委正式批复《合肥市城市轨道交通建设规划》。
2011年4月1日，1号线一期工程可行性研究报告获得国家发改委的正式批复。
2012年1月，1号线二期工程可行性研究报告获得国家发改委的正式批复。6月1日，1号线全线开工建设。12月，国家发展改革委批准2号线可行性研究报告。
2013年2月19日，2号线西七里塘站正式封闭施工，标志着2号线第一批工程正式开工。8月，合肥市公布轨道交通远景、远期和2013年规划。
2014年3月13日，3号线工程西七里塘站正式开工建设。4月，1号线车辆及车辆牵引系统项目正式签约。12月8日，《合肥市城市轨道交通近期建设规划（2014年-2020年）》获得国家发改委批复。
2015年2月，《合肥市域“1331”综合交通规划》完成编制，通过评审。5月，2号线全线的车站土建工程全部完成。8月，第一辆地铁列车将从南京运抵1号线南端的徽州大道车辆段。12月29日，1号线洞通。
2016年3月，1号线轨通。10月10日，1号线三期工程正式开工。11月8日，2号线洞通。12月初，《合肥市城市轨道交通管理办法》公布。12月26日，1号线通车。
2017年1月5日，4号线、5号线启动建设。6月20日，2号线开始试运行。9月，2号线、3号线、4号线延长线及6号线一期工程勘察设计工作启动。12月8日，合肥轨道交通2号线、3号线、4号线延长线客流预测报告通过专家评审。12月26日，2号线通车。
2018年1月15日，合肥轨道交通全网支持扫码购票功能。1月26日，《合肥市城市轨道交通建设规划中期评估分析报告》上报国家发改委。3月15日，S2号线启动拆迁工作。12月20日，3号线洞通。
2019年6月28日，3号线轨通。同日于岗集区域发展论坛会上，相关领导确认机场线改走岗集-吴山-宝教寺一线而非原规划中沿机场高速修建。8月1日，3号线电通。9月5日，3号线空载试运行。11月9日，合庐市郊铁路（S4号线）项目预可行性研究报告专家评审会召开。12月26日，3号线通车。12月31日，合肥城市轨道交通线网客运量首次单日内突破百万人次。

### 2020年代
2020年3月17日，《合肥市城市轨道交通第三期建设规划（2020-2025年）》获得国家发改委批复。4月25日，合肥轨道交通S1号线、8号线勘察工作启动。9月29日，2号线东延、3号线南延正式开工。10月31日，4号线南延、6号线一期正式开工。11月30日，7号线一期、8号线一期正式开工。12月26日，5号线南段通车。
2021年5月24日，合肥市城市轨道交通第三期建设规划调整及第四期建设规划编制开始招标。6月17日，4号线洞通。9月1日，4号线空载试运行。10月，S1线先行段开工。12月6日，《合肥新桥机场S1线工程可行性研究报告》获得安徽省发改委批复。12月26日，4号线通车。
2022年5月26日，5号线北段洞通。8月11日，5号线北段轨通。8月26日，5号线北段电通。10月31日，S1线寿县段正式开工。12月26日，5号线北段通车。
2023年1月10日，1号线三期洞通。1月15日，《合肥市第四期轨道交通建设规划》已通过合肥市政府审议。3月5日，1号线三期轨通。3月7日，4号线南延洞通。3月15日，1号线三期电通。3月20日，1号线三期空载试运行。3月30日，2号线东延洞通。4月20日，3号线南延洞通。6月26日，2号线东延轨通。7月1日，1号线三期通车。7月14日，3号线南延轨通。8月22日，2号线东延、3号线南延电通。9月1日，2号线东延、3号线南延空载试运行。9月25日，4号线南延轨通。11月15日，4号线南延电通。11月23日，8号线一期洞通。11月30日，7号线一期洞通。12月2日，4号线南延空载试运行。12月26日，2号线东延、3号线南延通车。
2024年5月1日，4号线南延通车。5月20日，8号线一期轨通。6月20日，8号线一期电通。9月1日，8号线一期空载试运行，12月26日，8号线一期通车。12月29日，6号线一期洞通。
2025年3月6日，6号线一期轨通。4月8日，S1号线合肥段洞通。4月26日，6号线一期电通。8月10日，S1号线合肥段轨通。

## 运营线路
|         |                |                       |      |          |
| 线路    | 首段运营时间   | 起点站↔终点站         | 站点 | 路程     |
| █ 1号线 | 2016年12月26日 | 张洼↔九联圩           | 26   | 28.77km  |
| █ 2号线 | 2017年12月26日 | 南岗↔撮镇             | 35   | 41.46km  |
| █ 3号线 | 2019年12月26日 | 相城路↔省儿童医院新区 | 40   | 46.17km  |
| █ 4号线 | 2021年12月26日 | 烧脉岗/青龙岗↔综保区  | 38   | 53.69km  |
| █ 5号线 | 2020年12月26日 | 汲桥路↔贵阳路         | 33   | 39.48km  |
| █ 8号线 | 2024年12月26日 | 北城高铁站↔一里井     | 12   | 22.22km  |
| 总计    | 总计           | 总计                  | 171  | 231.79km |

## 在建线路
|              |          |                     |      |         |              |
| 线路         | 当前进度 | 起点站↔终点站       | 站点 | 路程    | 预计通车时间 |
| █ 6号线一期  | 电通     | 北雁湖↔龙塘         | 17   | 35.2km  | 2025年       |
| █ 7号线一期  | 轨通     | 翡翠公园↔合肥四中   | 16   | 18.85km | 2027年       |
| █ S1线合肥段 | 轨通     | T1航站楼↔五里墩     | 12   | 36.46km | 2025年       |
| █ S1线寿县段 | 建设中   | 蜀山产业园↔新桥大道 | 2    | 11.04km | 2027年       |

## 规划线路

### 第四期规划线路
|             |               |      |        |
| 线路        | 起点站↔终点站 | 站点 | 路程   |
| █ 2号线西延 | 枣林↔南岗     | 8    | 12.7km |
| █ 7号线二期 | 梁墩↔翡翠公园 | 12   | 17.4km |
| █ 8号线二期 | 一里井↔拉萨路 | 14   | 24.5km |
| █ 9号线一期 | 西花墩↔莲花   | 25   | 38.6km |
| █ 12号线    | 五里墩↔汪潦   | 13   | 22.4km |

### 远期规划线路
|          |               |
| 线路     | 走向          |
| █ 10号线 | 环形          |
| █ 11号线 | 未定          |
| █ 13号线 | 未定          |
| █ 14号线 | 未定          |
| █ 15号线 | 未定          |
| █ S2线   | 东西走向      |
| █ S3线   | 西北-东南走向 |
| █ S4线   | 南北走向      |
| █ S5线   | 南北走向      |
| █ S6线   | 未定          |
| █ L1线   | 西北-东南走向 |
| █ L2线   | 西北-东南走向 |

## 票价

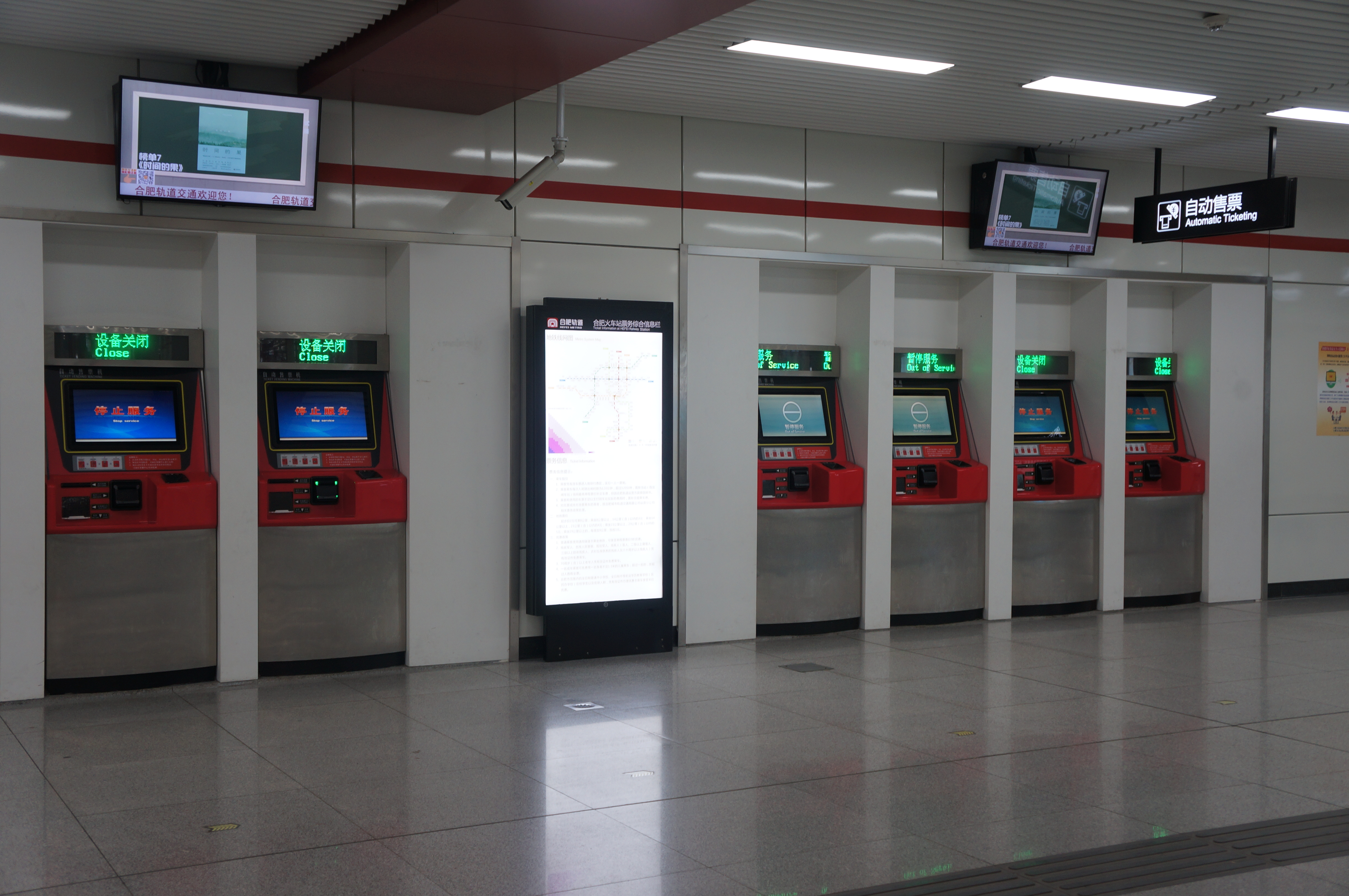
合肥地铁自动售票机

合肥地铁采用里程计价，起步价2元可乘8公里；乘坐8公里以上，14公里（含）以内的3元；乘坐14公里以上，21公里（含）以内的4元；乘坐21公里以上，29公里（含）以内的5元；乘坐29公里以上的，每增加9公里，加收1元。
| 合肥轨道交通单程票价格—里程表      | 合肥轨道交通单程票价格—里程表 | 合肥轨道交通单程票价格—里程表 | 合肥轨道交通单程票价格—里程表 | 合肥轨道交通单程票价格—里程表 | 合肥轨道交通单程票价格—里程表 | 合肥轨道交通单程票价格—里程表 | 合肥轨道交通单程票价格—里程表 | 合肥轨道交通单程票价格—里程表 | 合肥轨道交通单程票价格—里程表 | 合肥轨道交通单程票价格—里程表 | 合肥轨道交通单程票价格—里程表 |
| ---------------------------------- | ----------------------------- | ----------------------------- | ----------------------------- | ----------------------------- | ----------------------------- | ----------------------------- | ----------------------------- | ----------------------------- | ----------------------------- | ----------------------------- | ----------------------------- |
| 票价                               | ¥2                            | ¥3                            | ¥4                            | ¥5 *                          |                               |                               |                               |                               |                               |                               |                               |
| 乘坐里程(km)                       | 0~8                           | 8~14                          | 14~21                         | 21~29                         |                               |                               |                               |                               |                               |                               |                               |
| * 超过29公里，每增加9公里，加收1元 |                               |                               |                               |                               |                               |                               |                               |                               |                               |                               |                               |

### 优惠政策
1. 普通乘客使用通用储值卡乘坐地铁，可享受单程票价9折优惠。
2. 残疾军人、伤残人民警察、现役军人、孤儿、事实无人抚养儿童、特困供养人员、残疾人（盲人、二级以上聋哑人、三级以上肢体残疾人、农村五保供养的残疾人及60周岁以上残疾人）凭有效证件免费乘车。
3. 70周岁（含）以上老年人凭有效证件免费乘车。
4. 一名成年乘客可免费带一名身高不足1.3米的儿童乘车；超过一名的，按超过人数购全票。
5. 合肥市范围内的全日制普通中小学校、全日制中等职业学历教育学校（含民办学校）在校学生以及低保人群，凭有效证件办理优惠卡乘车享受半价优惠。
6. 地铁公交换乘：使用通卡乘坐地铁与公交车时，在正常刷卡优惠的基础上，享受1次优惠；地铁换乘公交车的，以进站刷卡时间起算，90分钟内刷同一张卡换乘常规公交车优惠0.5元；公交车换乘地铁的，以首次公交刷卡时间起算，90分钟内刷同一张卡换乘地铁优惠0.5元。[72]
7. 持《中华人民共和国退役军人优待证》《中华人民共和国烈士、因公牺牲军人、病故军人遗属优待证》的人员凭证可免费乘车。[73]
8. 合肥轨道自2022年以来发售计次票卡，3元一次，不限里程，不限线路乘坐列车。按现有合肥地铁票价政策，乘坐里程越长节省的费用就越多。[74]

## 客运量
| 年份                             | 年客运量（万人次） | 日均客运量（万人次） | 客运量增速 | 累计客运量（万人次） | 年末运营里程（km） |
| -------------------------------- | ------------------ | -------------------- | ---------- | -------------------- | ------------------ |
| 2023年                           | 41095.5000         | 112.59               | 54.74%     | 151857.6695          | 201.95             |
| 2022年                           | 26557.5000         | 72.76                | -1.92%     | 110762.1695          | 170.95             |
| 2021年                           | 27076.4044         | 74.18                | 38.80%     | 84204.6695           | 156.11             |
| 2020年                           | 19507.4338         | 53.30                | 8.49%      | 57128.2651           | 114.74             |
| 2019年                           | 17981.6080         | 49.26                | 17.35%     | 37620.8313           | 89.54              |
| 2018年                           | 15323.6036         | 41.98                | 260.95%    | 19639.2233           | 52.34              |
| 2017年                           | 4245.3709          | 11.63                | 5943.34%   | 4315.6197            | 52.34              |
| 2016年                           | 70.2488            | 14.05                | N/A        | 70.2488              | 24.58              |
| * 客运量 = 进站客流量+换乘客流量 |                    |                      |            |                      |                    |

## 事故

### 工程事故
2020年9月30日上午10时左右，轨道4号线土建5标段新海大道站项目工地发生一起高处坠落事故，造成1人死亡。中铁上海工程局集团第三工程有限公司瞒报了该起事故，后被合肥市应急管理局列入2020年合肥典型事故案例通报。
2021年3月6日，中铁十五局集团有限公司和商丘市铭信路桥工程有限公司承建的4号线正线轨道项目发生一起事故，造成1人死亡。
2022年2月25日14点50分左右，中铁六局集团有限公司和合肥市公路桥梁工程有限责任公司联合体承建的6号线一期土建施工总承包3标项目的振兴路站雨水箱涵破除施工时，发生一起沟槽坍塌事故，造成1人死亡。

### 运营事故
2023年3月15日，合肥轨道交通互联网票务平台业务出现故障，导致乘客无法使用合肥轨道、微信、支付宝等软件乘车。9点33分起，合肥轨道线网所有车站进出站闸机全部开放，至当日线网最后一班车23:39分运营结束，所有乘客均可免费乘坐。